# 藏豆
藏豆（学名：Stracheya tibetica）为豆科藏豆属下的一个种。